# Solitude (film)
Solitude (originaltitel: Einvera) er en islandsk film fra 2023, der er instrueret af Ninna Pálmadóttir. Filmen er hendes debut som instruktør. Filmen handler om Gunnar, en ældre landbo, der er flyttet til byen og knytter venskab med den 10-årige Ari i nabohuset. Manuskriptet er skrevet af Rúnar Rúnarsson.

## Handling
Filmen handler om venskab på tværs af generationer. Gunnar bliver tvunget til at sælge sin bolig på landet og flytter modvilligt til hovedstaden. Her er han  i starten meget isoleret, men knytter efterhånden et venskab med sin 10-årige nabo Ari. Den store aldersforskel mellem dem risikerer at fremkalde frygt og mistanke, men filmen viser den trøst og omsorg, en uventet forbindelse kan give for begge personer, der godt kan bruge lidt mere venskab i deres liv.

## Medvirkende
- Þröstur Leó Gunnarsson
- Hermann Samúelsson
- Anna Gunndís Guðmundsdóttir

## Modtagelse

### Danmark
Filmmagasinet Ekko gav filmen tre stjerner ud af seks og skrev, at filmen rummede herlige scener, men også tavshed, der ikke altid var sigende. Politikens Nanna Frank Rasmussen tildelte fire stjerner og kaldte det en smuk film. I Information mente anmelderen Lone Nikolajsen, at samspillet mellem de to hovedpersoner var fint, men handlingen lidt for forudsigelig.